# Бачвансько-русинська Вікіпедія
Бачвансько-русинська Вікіпе́дія (бач.-рус. Википедия на панонским руским язику) — розділ Вікіпедії бачвансько-русинською мовою. Відкрилась 14 жовтня 2024 року. Бачвансько-русинська Вікіпедія станом на 26 березня 2025 року містить 652 статті, 810 зареєстрованих користувачів, 16 активних дописувачів, 1 адміністратора
. Загальна кількість сторінок у нижньолужицькій Вікіпедії — 1041, редагувань — 9225, мультимедійні файли відсутні
. Глибина (рівень розвитку мовного розділу) бачвансько-русинської Вікіпедії дуже мала і становить лише 3.2 пунктів
.
За кількістю статей перебуває на 323-му місці серед усіх мовних розділів та на 21-му серед слов'яномовних розділів Вікіпедії.

## Історія
У 2022 році бачвансько-русинська мова отримала власний код rsk Міжнародній організації по стандартизації (ISO) з назвою «рутенська/руснацька мова» (англ. Ruthenian/Rusnak language). Раніше його розглядали як частину «русинської мови» (с кодом rue).